# Aspsvärmare
Aspsvärmare (Laothoe amurensis) är en fjärilsart som beskrevs av Otto Staudinger 1892. Aspsvärmare ingår i släktet Laothoe och familjen svärmare. Arten har ej påträffats i Sverige. Inga underarter finns listade i Catalogue of Life.

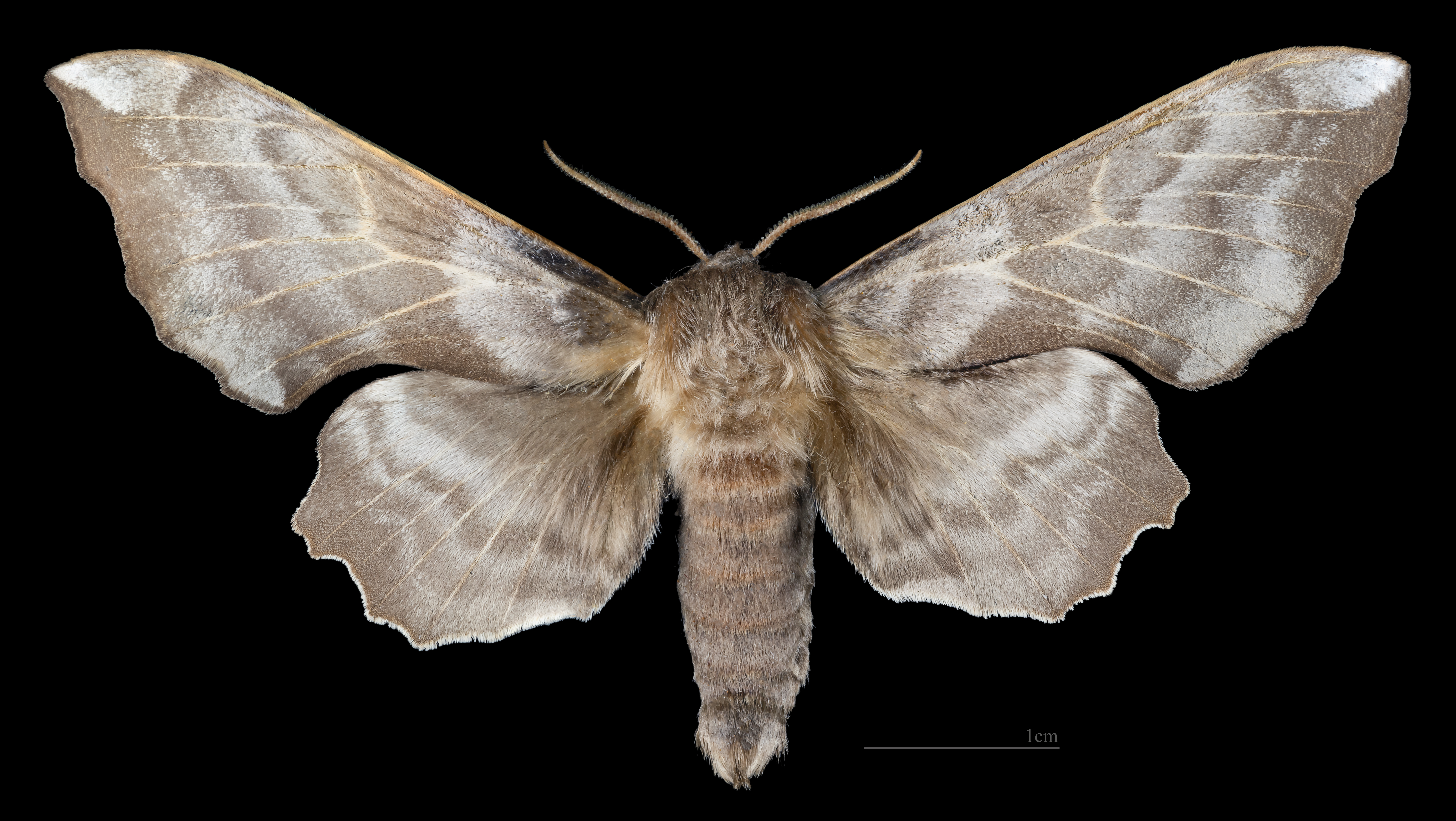
Laothoe amurensis ♂
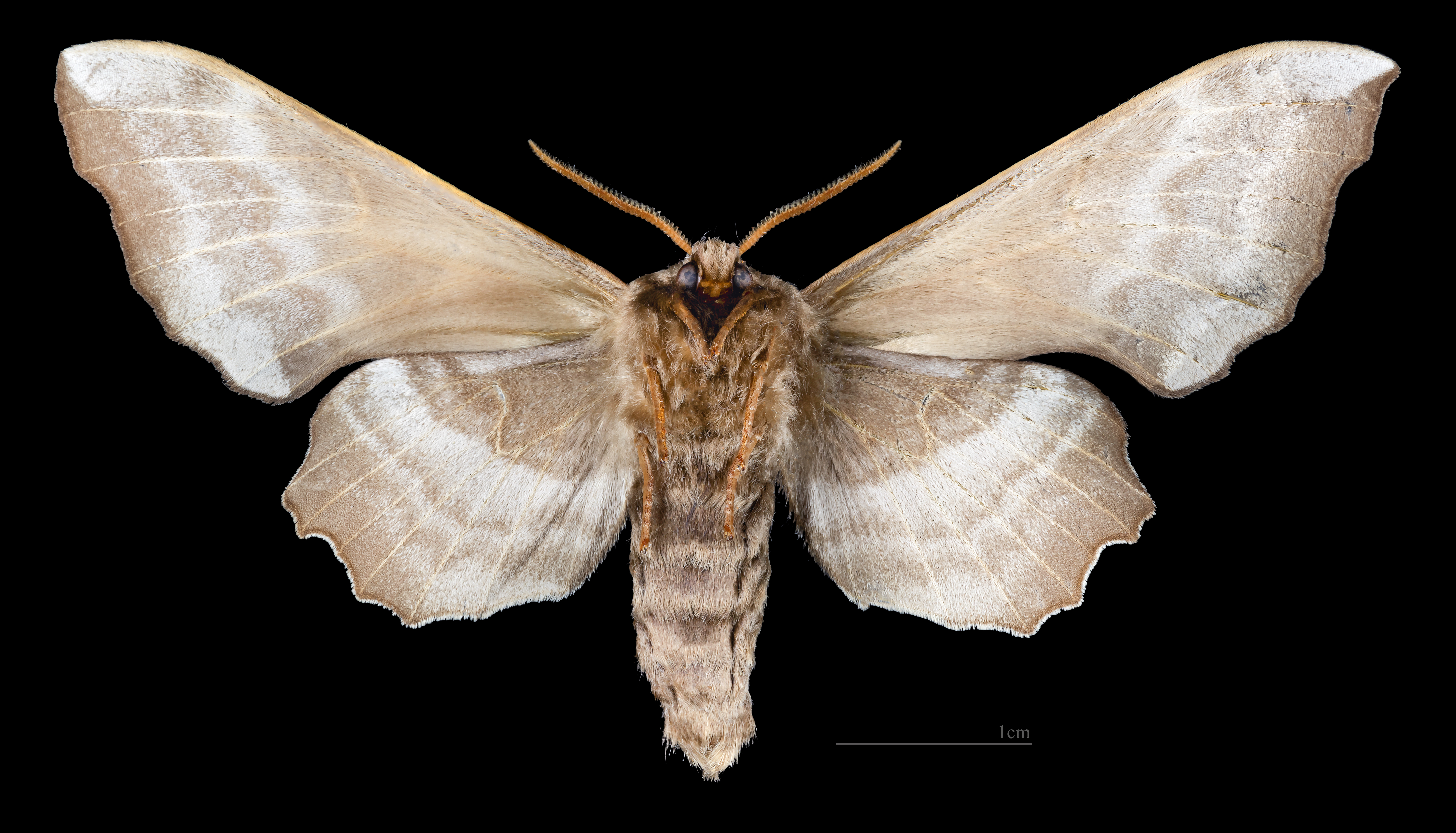
Laothoe amurensis ♂   △